# Mylabris brevicornis
Mylabris brevicornis là một loài bọ cánh cứng trong họ Meloidae. Loài này được Motschulsky miêu tả khoa học năm 1872.